# 黄建发
黄建发（1965年1月—），男，汉族，福建邵武人。1987年8月参加工作，1987年8月加入中国共产党。中国科学院研究生院国家地震局地质研究所地震地质专业毕业，研究生学历，理学硕士，副研究员。曾任中共浙江省委副书记、政法委书记，现任中共第二十届中央委员、中共中央组织部协助分管日常工作的副部长。
黃建發是中国共产党第二十届中央委员会委员，被外界廣泛認為是习近平派系中的閩江新軍成員之一。

## 经历
1984年于浙江大学地质系区域地质专业毕业后，进入中国科学院研究生院国家地震局地质研究所地震地质专业攻读硕士研究生。
1988年8月进入国家地震局，历任地质研究所研究实习员、助理研究员、国际合作司一处主任科员、国际合作司一处副处长（主持工作）、处长，1998年3月，任中国驻新西兰使馆一秘。2000年10月，任中国地震局科技发展司（国际合作司）干部（正处级）。2001年3月，任地震局科技发展司（国际合作司）助理巡视员兼中国地震局港澳台事务办公室主任；2002年8月，任地震局科技发展司（国际合作司）副司长。2003年5月，任福建省地震局局长。2004年8月，任中国地震局震灾应急救援司司长。（2006年5月至2007年7月在中央党校地厅级干部进修二班46期A班学习；2010年3月至2010年7月在中央党校第28期中青一班学习）
2010年11月，任中共成都市委常委。2012年3月，任成都市总工会主席。2012年4月，兼任成都市委秘书长。2015年6月，任中共四川省委组织部常务副部长。2017年4月，升任中共四川省委常委、组织部部长。
2018年7月，调任中共浙江省委常委、组织部部长。2021年6月升任中共浙江省委副书记，同时再兼任省委统战部部长。2022年7月，改任中共浙江省委副书记、政法委书记。2022年10月，当选为中国共产党第二十届中央委员会委员。
2023年3月，任中共中央组织部副部长。
2025年2月，蔡奇会见老挝外宾，刘建超、黄建发、曲青山陪同。中组部副部长黄建发坐在蔡奇的左手边，在座次中排在刘建超、曲青山两个正部级官员之间。排在曲青山之后的是孔绍逊等其他副部级官员。 黄建发的座次表明，他已经晋升正部长级。同时，因为座次排在刘建超后面，他的职务不是中组部常务副部长。